# Bálint Tibor
Bálint Tibor (Kolozsvár, 1932. június 12. – Kolozsvár, 2002. január 28.) erdélyi magyar író, műfordító.

## Élete
Lumpenproletár környezetben eszmélkedett, öntudatra ébredése azonban már a kolozsvári Református Kollégiumban következett be, ahova, mint tehetséges, tanulásra kilátástalan körülmények között élő munkásgyerek került. A megaláztatásokban gazdag gyermekkori élmények nem zárultak le a kollégiumban; íróvá érése, illetve újságíróskodása előtt és alatt különböző területeken újabb élettapasztalatra tehetett szert.
Az 1950-es évek második felében karcolatokkal, novellákkal jelentkezett, első kötete a Forrás könyvsorozatban jelent meg, Csendes utca címen. Az indulás novelláit beajánló írásában Bajor Andor „nagy fölfedezésekre, álmélkodtató csodákra” tartja képesnek Bálint Tibort, ami a későbbi évek során egyre inkább igazolódik is. Prózaíró ősei között elsősorban Krúdy Gyulát, Gellérit, Kosztolányi Dezsőt kell említenünk, de Nagy Lajostól is tanult. A Csendes utcában, mint a kötetcím is jelzi, főként hangulatnovellákat találunk, valamennyi elégiára hangolt. Hőseik minden pátoszt nélkülöző kisemberek, akiknek kisebb-nagyobb lelki problémáit nagy megértéssel és szeretettel rajzolja meg a fiatal író. Nem csoda, hogy a dogmatikus irodalombírálat éppen Bálinttal szemben mutatkozott a legtürelmetlenebbnek, témáit periferikusnak, hőseit bizarrnak, hisztériásnak bélyegezte, s igyekezett lebeszélni a szerzőt az „elvarázsolt hétköznapok”-ról.
A kisszerűség veszélye, amely a Csendes utca egyik-másik karcolatát valóban fenyegette, egyre inkább tudatosult Bálint Tiborban, s ez az Angyaljárás a lépcsőházban című kötet novelláinak új sajátosságában nyilvánult meg: a líraiság fenntartásával a hétköznapi valóság fölé emelkednek, példázatok formáját öltik. Bálint Tibor a kisemberek kis és nagy tragédiáiról írt, változatlan együttérzése ellenére mégis mind nagyobb teret engedett a lírai groteszknek. Így születtek a romániai magyar novella olyan antológiadarabjai, mint a Hordozható kacagások, a Játsszatok csak szépen, a Bölcsődal.
Egy kevésbé jelentős ifjúsági kisregény után még messzebb távolodik a Csendes utca hétköznapjaitól: Önkéntes rózsák Sodomában címen tudományos-fantasztikus kisregényt ír. Ez a műve is önmagához való hűsége, a folytonosság jegyében született, s nincs köze a tudományos fantasztikum divatjához. Igaz, ő is fölépít egy jövőbe helyezett, absztrakt, többé-kevésbé abszurd világot, ezzel azonban nem eltávolodni akar korunk valóságától, Földünktől és attól a kis földdarabtól, amelyen él. A fantasztikus keret egyszerű eszköz az író kezében, hogy a probléma lényegéhez közelebb férkőzzön, s a groteszk vagy éppen abszurd helyzetben kiáltóan figyelmeztessen a humánum be nem helyettesíthető voltára. Arra, hogy a technikai civilizáció, a tökéletes szervezettség még nem jelenti az emberi boldogságot. E tekintetben az Önkéntes rózsák Sodomában szellemi rokonságot őriz Déry Tibor G. A. úr X.-ben című regényével. Műfajilag Bálint még inkább szakít a hagyományos epikai építkezéssel, a szabad asszociációs líra lehetőségével él. A nem logikai konstrukcióval megteremtett keretbe tökéletesen illeszkednek a biblikus felkiáltójelek, jeremiádszerűséget kölcsönözve a mű egészének.
Bálint Tibor írói fejlődésének legjelentősebb állomása a Zokogó majom című nagyregény. A téma már a Sötétkamra című novellában feltűnik, jelezve, hogy az Angyaljárás a lépcsőházban „világtalansága” mögött milyen valóságfedezet, mekkora életismeret áll. A Zokogó majom önéletrajzi regény, egy lumpenkörnyezetből jött gyermek életútját követi figyelemmel a gyermekkori kilátástalanságtól az újságíróvá válásig. Ez a lumpenvilág, amely terjedelemben és esztétikai minőségben is a regény középpontjában áll, kiválóan alkalmasnak bizonyul perspektivikusabb mondanivaló közlésére, akárcsak Fejes Endre Rozsdatemetőjében. A Zokogó majom kisembereinek feje fölött is elzúg a történelem, közülük lényegében csak Kálmánkának, a regény főhősének sikerül kiemelkednie, szembefordulva azzal a máról holnapra tengődő életformával, amely az egész „élhetetlen család kálváriájá”-t jellemzi, csupán az anyjától örökölt jóságot őrizve meg kamatozó értékként gyermekkorából. A regény többi központi figurája megszomorított, megalázott, eltorzult lélek; különösen a panoptikumi „szerelmespár”, a kajlafülű, izgága pincér, Hektor, s a vele meg-megszakadó vadházasságban élő Böske rajza sikerült remekbe. Az ő alakjában teljesedik ki a lírai groteszk, amellyel korábbi novelláiban is találkoztunk.
A 19. századi realista próza és a 20. századi modern irányzatok eredeti keveredéséből született Bálint Tibor nagyregénye. A részletek „az igazság alkatrészei”, vallja, e részletek tisztelete azonban nem fordul új tárgyiasságba, divatos érzelemnélküliségbe, a Zokogó majom írója hisz a valóság és az ábránd, az álomvilág egymást kiegészítésében. S noha a kolozsvári lumpenvilág szociológiai pontosságú leírását, tipológiáját adja, erős pszichológiai hajlamának érvényesítésével a teljes élet illúzióját kelti. A külső és belső történések pontos időbeli rögzítését ugyancsak fontosnak tartja. A danzigi konfliktustól Sztálin haláláig ível a regény cselekményét magyarázó történelem, de ezt a harminc évnyi históriát Bálint nem akarja mesterségesen „egy élhetetlen család” hétköznapjaiba bevinni, s így rontani az ábrázolás hitelét. Írói szemléletmódját alátámasztó művészi megoldást talál: korabeli újságcikk-címekből, hírekből és apróhirdetésekből összevágott montázsokkal érzékelteti a cselekmény történelmi idejét. A montázsok önmagukban is sikerültek, korhangulatot árasztanak, ugyanakkor műfajilag is jelzik, hogy alakul a történelem a regény kisembereinek akaratától s jórészt tudatától is függetlenül. Részben éppen e montázsok révén, szerkezetileg is eredeti alkotás a Zokogó majom. A tárgyi részletek s a lélektani finomságok iránt megnyilvánuló fogékonysága ellenére Bálint Tibor nem merül bele a regénykompozíciót szétbontó leírásokba, megőrzi a regényben is novelláinak tömörségét. A több szálon futó cselekményt hasonló fegyelemmel arányítja. Regényszerkesztése ennyiben tehát inkább hagyományos, mint formabontó, bár a lineáris építkezést helyenként időjátékkal szakítja meg, s a cselekményes fejezetek közé ékelődnek be az említett történelmi montázsok. Ismeri és alkalmazza a motívumismétléses szerkesztésmódot is, olykor pedig zárótételszerűen alkot meg egy-egy fejezetet. Sokféle elemből épült tehát az utóbbi huszonöt év romániai magyar irodalmának egyik legnagyobb könyvsikere.
A regény színpadi változata sikerrel menti át a Zokogó majom számos etikai és esztétikai értékét, sőt még inkább előtérbe állítja az ötvenes évek reális ábrázolásában úttörő valóságlátását. Bálint Tibor „drámai invokációja” műfajilag is érdekes kísérlet, figyelemre méltó pillanat a romániai magyar dráma megújulásában.
E regény- és színpadi siker után Bálint egyelőre visszatér a rövidebb műformákhoz. Novelláskötetei mellett, könyvbe gyűjtött esszéi, különösen miniatűr író- és művészportréi jelentősek: a Kenyér és gyertyaláng Kosztolányi örökösének mutatja ebben az esszé-kritika-karcolat határán álló, rendkívül olvasmányos és szuggesztív műfajban. A Zokogó majom folytatását ugyancsak novellisztikus szerkezetek egymás mellé illesztésével valósítja meg.

## Művei
- Csendes utca, Bukarest, 1963
- Búcsú a rövidnadrágtól, Bukarest, 1964
- Cérnakáplár, Bukarest, 1964
- Angyaljárás a lépcsőházban, Bukarest, 1966
- Önkéntes rózsák Sodomában (sci-fi kisregény), Bukarest, 1967
- Zokogó majom (regény), Kriterion Könyvkiadó, Bukarest, 1969
- Császár és kalaposinas, Kriterion Könyvkiadó, Bukarest, 1971
- Nekem már fáj az utazás, Kriterion Könyvkiadó, Bukarest, 1973
- Robot Robi kalandjai, Bukarest, 1973
- Kenyér és gyertyaláng, (arcképek, vallomások, tanulmányok), Dacia, Kolozsvár, 1975
- Kifli utca zsemle szám, (karcolatok), Bukarest, 1978
- Zarándoklás a panaszfalhoz, Kriterion Könyvkiadó, Bukarest, 1978
- Látomás mise után, (elbeszélések), 1979
- Mennyei romok, (tanulmányok, karcolatok, elbeszélések), Kolozsvár, 1979
- Mese egy őrült kakaduról, (elbeszélések), Bukarest, 1982
- Én voltam a császár, (mesék, történetek), Bukarest, 1983
- Családi ház kerttel, (elbeszélések), Kolozsvár, 1986
- A háromszáz esztendős pacsirta, (elbeszélések), Bukarest, 1986
- Nyargaló ihlet, (cikkek, karcolatok), Bukarest, 1988
- Marci kalandjai, (történetek), Bukarest, 1990
- Bábel toronyháza, Polis, Kolozsvár, 1996, ISBN 9739688594
- Végtelen világbajnokság; Littera Nova, Budapest, 1999, Pallas Akadémia, Csíkszereda, 2001
- Könyörgés kétségbeesés ellen, Neptun Impex, 2002
- Sánta angyalok utcája. Drámai invokáció két részben; Kalota, Kolozsvár, 2004
- Zarándoklás a panaszfalhoz. Párhuzamos életutak; Kriterion, Kolozsvár, 2007
- Antal, a láthatatlan; Pallas-Akadémia, Csíkszereda, 2009 (Nagyapó mesefája. Új sorozat)
- Kálmánka, te vagy a császár. Válogatás a szerző Napsugárban megjelent meséiből, történeteiből; vál., szerk. Zsigmond Emese; Napsugár Alapítvány, Kolozsvár, 2010
- Kérdések könyve; Pallas-Akadémia, Csíkszereda, 2013 (Mesevonat)
- Ha Simonnak Hatalma volna (olvasmány)

## Műfordításai
- Eugen Barbu: Világteremtés
- Eugen Barbu: A gödör
- Ion Luca Caragiale írásai
- Ion Minulescu: Román nyelvből elégtelen

## Díjak, kitüntetések
- 1969 és 1979 – A Romániai Írószövetség Prózadíja
- 1978 – Kritikusok Díja és Pezsgő-díj
- 1992 – Déry Tibor-díj
- 1992 – Krúdy Alapítvány díja
- 1995 – Soros alapítvány alkotói díja
- 1998 – József Attila-díj
- 2002 – Márai Sándor-díj
- 2015 – Magyar Örökség díj (posztumusz)

## Képgaléria

Kántor László felvételei